# Martinsyde Buzzard
Martinsyde F.4 Buzzard — скоростной истребитель-биплан, разработанный для Британских Королевских ВВС в конце Первой мировой войны. Её завершение привело к отказу от крупномасштабного выпуска самолёта; тем не менее, было произведено почти 400 экземпляров, многие из которых поставлены на экспорт. Один из самых быстрых самолётов периода Первой мировой войны.

## История
В 1917 году Джордж Хэндесайд из компании «Martinsyde» спроектировал одноместный истребитель-биплан с двигателем Rolls-Royce Falcon V-12, Martinsyde F.3. Его прототип был построен в инициативном порядке и к октябрю 1917 года облётан на аэродроме Бруклендс. В том же году поступил заказ на 6 самолётов, первый из которых поднялся в воздух уже в ноябре. Показанные на испытаниях впечатляющие характеристики (максимальная скорость 142 мили в час (229 км/ч)), были отмечены в официальном отчёте как «большой шаг вперёд по сравнению со всеми существующими самолётами-разведчиками», результатом чего стал полученный в конце 1917 года заказ на 6 предсерийных машин и 150 серийных истребителей. Однако вскоре выяснилось, что все выпускаемые двигатели Falcon уходят на оснащение истребителей Bristol F.2 Fighter, поэтому требовалась замена для них.
Компания «Martinsyde» спроектировала на основе F.3 новый истребитель F.4 Buzzard , оснащённый 300-сильным двигателем Hispano-Suiza 8. Buzzard, как и предшественник, был одностоечным бипланом с двигателем водяного охлаждения и тянущим винтом. У него были новые нижние крылья и сдвинутая назад кабина пилота, но в остальном оба самолёта были схожи. На испытаниях прототипа F.4 в июне 1918 года, он вновь продемонстрировал превосходные характеристики, был простым в управлении и маневренным, а также очень быстрым для того периода. Последовали крупные заказы: 1450 машин были заказаны у компаний Martinsyde, Boulton & Paul Ltd, Hooper & Co и Standard Motor Company. Планировалось поставлять его ВВС Франции и британским Королевским ВВС, а также выпустить ещё 1500 самолётов в США.
Поставки в Королевские ВВС только начались, когда между Союзниками и Германией было подписано Компьенское перемирие. Компании «Martinsyde» было поручено завершить только начатые постройкой самолёты, а все остальные заказы были отменены. Buzzard не был принят на вооружение в качестве истребителя послевоенными Королевскими ВВС, британское командование предпочло более дешёвый Sopwith Snipe, несмотря на его низкие характеристики.
Компания «Martinsyde» выкупила «лишние» самолёты у Королевских ВВС и продолжила разработку машин на основе конструкции Buzzard, результатом чего стали двухместные туристические самолёты и поплавковые гидропланы. После банкротства «Martinsyde» из-за пожара на фабрике в 1922 году, эти самолёты были приобретены фирмой ADS, также продолжившей создавать (и продавать) новые модификации F.4 в течение нескольких последующих лет.

## Применение

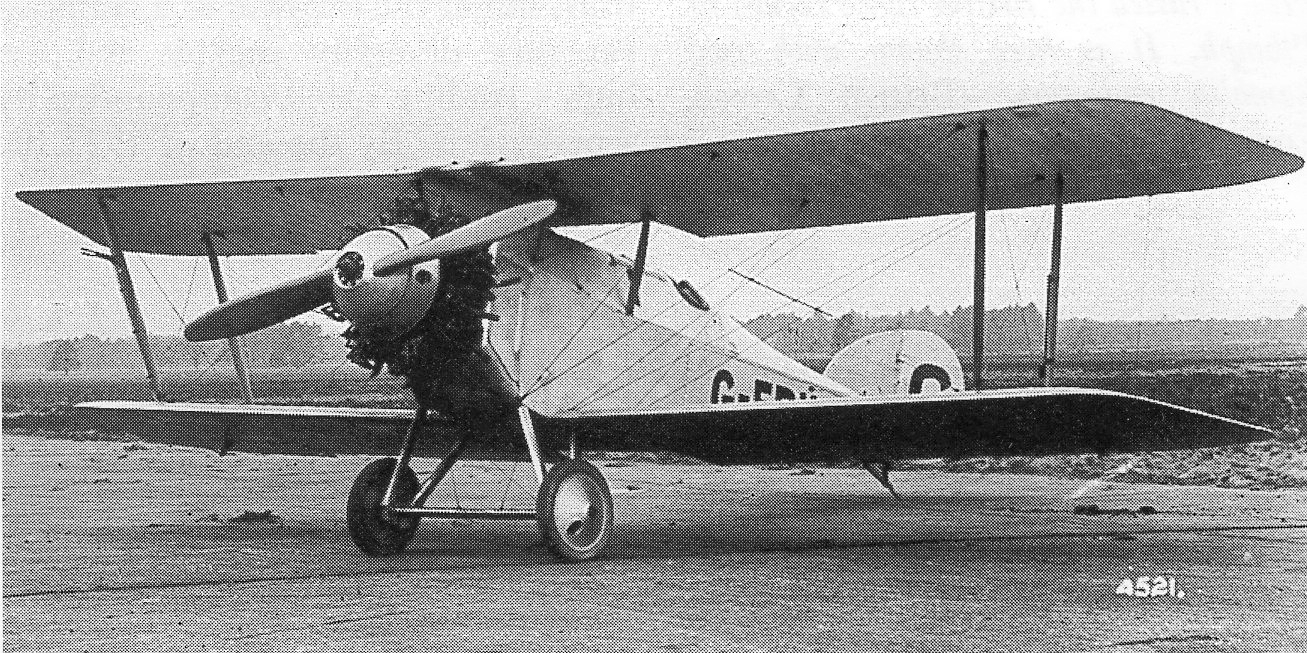
Martinsyde ADC.1 G-EBKL, в ноябре 1924 — январе 1930 гг использовался как гоночный

Несмотря на небольшое количество выпущенных машин, 4 из 6 заказанных Martinsyde F.3 были переданы эскадрильям Home Defence RAF в 1918 году, 2 из них по состоянию на 8 июля 1918 года использовались в 39-й эскадрильей, а 1 — в 141-й. До конца Первой мировой войны RAF получили 310 °F.4 Buzzard, но только 57 из них реально применялись. Сразу после войны два Buzzard использовали в качестве скоростных самолётов связи для поддержки британской делегации на Парижской мирной конференции в 1919 году, а несколько других Buzzard числились на службе в Центральной лётной школе.
Хотя после войны британские ВВС не покупали истребитель Buzzard, компания Martinsyde добилась определённого успеха в их экспорте: его одноместные и двухместные модификации были проданы военно-воздушных сил нескольких стран, включая Испанию (20 самолётов, Финляндию (15 самолётов) и СССР (41 самолёт). Карьера некоторых из этих машин была достаточно продолжительной; 6 из испанских Buzzard оставались на службе к началу гражданской войны. После банкротства Martinsyde компания Aircraft Disposal Company продала 8 самолётов разных модификаций с двигателями Jaguar и ADC.1 Латвии, один из них был в строю до 1938 года.
Остальные самолёты Martinsyde были проданы гражданским владельцам для использования в качестве туристических, гоночных самолётов, а также для исследовательских полётов и обнаружения тюленей в Ньюфаундленде.

### В ВВС Финляндии
В апреле 1923 года ВВС Финляндии приобрели один самолёт для оценочных испытаний; он носил бортовой номер 8E 1 (позже МА-23). В 1927 году было закуплено ещё 14 самолётов (МА-24 — МА-37). Они первоначально служили в эскадрилье Мааленто в Ути, а с 1929 года — в авиационной школе в Каухаве и эксплуатировались до 1939 года. В Музее авиации Центральной Финляндии выставлен отреставрированный МА-24, единственный в мире сохранившийся самолёт этого, носившего в финских ВВС название Martinsaikkari.

## Модификации

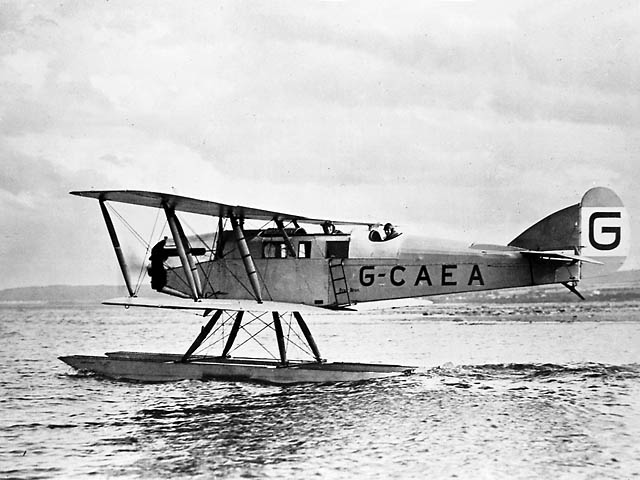
Martinsyde Type A Mk. II

F.3
Одноместный истребитель. Двигатель Rolls-Royce Falcon. Построено 7.
F.4 Buzzard
Одноместный истребитель. Двигатель Hispano-Suiza 8 (300 л. с. / 220 кВт). Основная серийная модификация.
F.4 Buzzard 1a
Дальний эскортный истребитель для британских бомбардировочных сил «Independent Air Force»; Построено 3.
F.4A
переделка излишков F.4 Buzzard в двухместный туристический или военный самолёт.
F.6
переделка излишков F.4 Buzzard в двухместный самолёт; изменены крылья и шасси.
F.16
советская двухместная модификация, созданная на основе F.4, построено 20.
Type A.Mk I
переделка излишков F.4 Buzzard в двухместный дальний самолёт. Увеличенные двухстоечные крылья, двигатель Rolls-Royce Falcon.
Type AS.Mk I
Type A.Mk I с поплавковым шасси.
Type A.Mk II
модификация A Mk.I с закрытой четырёхместной кабиной. Двигатель Hispano-Suiza или Falcon.
A.D.C. 1
Одноместный истребитель с радиальным двигателем Armstrong Siddeley Jaguar (395 л. с. / 295 кВт). Разработан в Aircraft Disposal Company 1 прототип, 8 серийных машин экспортированы в Латвию.
Nimbus Martinsyde
1 самолёт переделан в A.D.C. под двигатель ADC Nimbus (300 л. с. / 220 кВт).
A.V. 1
1 самолёт построенный для разработчика авиадвигателей Амхерста Вильерса, окрашен в синий и белые цвета, именовался Blueprint (чертёж-cинька).
Raymorпеределка самолёта A.Mk 1 для попытки трансатлантического перелёта; двигатель Rolls-Royce Falcon III (285 л. с. / 213 кВт).

## Тактико-технические характеристики
Источник данных: War Planes of the First World War: Volume One Fighters.

Технические характеристики
- Экипаж: 1
- Длина: 7,762 м
- Размах крыла: 9,992 м
- Высота: 2,69 м
- Площадь крыла: 30 м² (обоих крыльев)
- Масса пустого: 821 кг
- Нормальная взлётная масса: 1 088 кг
- Силовая установка: 1 × 8-цилиндровый V-образный жидкостного охлаждения Hispano-Suiza 8Fb
- Мощность двигателей: 1 × 300 л. с. (1 × 220 кВт)

Лётные характеристики
- Максимальная скорость: 235 км/ч на уровне моря; 213,2 км/ч на 4600 м[17]
- Практическая дальность: (2,5 часа[17])
- Практический потолок: 7 300 м
- Скороподъёмность: (до 3000 м за 7 мин 55 с)

Вооружение
- Стрелково-пушечное: 2 x 7,7-мм пулемёта Виккерс

## Эксплуатанты
Великобритания
- Royal Air Force

 Канада
- Королевские ВВС Канады: — в 1922 году на службе ВВС числился 1 °F.6.[29].

 Ирландия
- Воздушный корпус Ирландии: Irish Air Service — 1 «Type A Mk.II» (куплен в ноябре 1921, что могло бы помочь бежать Майклу Коллинзу, если бы обсуждение Англо-ирландского договора не увенчалось успехом),[30][31] позже 4 истребителя F.4 из состава Королевских ВВС[20].

 Финляндия
- .ВВС Финляндии — из Британии получены 1 °F.4 в 1923 году и ещё 14 в 1927 году, все ранее числились в Королевских ВВС; применялись до 1940 года[1]. Единственный сохранившийся самолёт находится в экспозиции Музея авиации Центральной Финляндии[32].

 Франция
- ВВС Франции: испытывался 1 °F.4[33].

 Японская империя
- ВВС Императорской армии Японии: демонстрировался 1 °F.4[1].

 Латвия
- ВВС Латвии: 1 °F.4 и 9 A.D.C.1[20].

 Литва
- ВВС Литвы — на собранные в США литовскими эмигрантами в 1921 год средства, в следующем 1922 году были куплены 2 самолёта, получивших названия Amerikietis («американец») и Amerikiete («американка»).[20][34]

 Польша
- ВВС Польши — 1 °F.4, в 1923—1926 гг. личный самолёт командующего ВВС Влодзимежа Загурского, был окрашен в красные и белые полосы.[35]

 Португалия
- ВВС Португалии — 1 °F.4, совершавший демонстрационный тур, был куплен и подарен проживавшими в Португалии британцами, ещё 3 таких же самолёта приобретены правительством Португалии (из числа излишков Королевских ВВС)[23].

 Республиканская Испания
- Испанская республиканская авиация: 20 самолётов различных модификаций, F.3, F.4 и F.6.[36]
- Испанский республиканский флот: 13 самолётов, включая переданные из ВВС.[1]

 СССР
- ВВС СССР: — получен 41 самолёт F.4, из ранее числившихся в Королевских ВВС; также в СССР выпущены ещё 60 °F.4, плюс 20 двухместных F.16.[1]

 Уругвай
- ВВС Уругвая: Escuela Militar de Aeronautica — 1 °F.4.[20][33]